# Cephalaspis
 Cephalaspis  ist eine Gattung der Osteostraci, eine ausgestorbene Gruppe kieferloser Fische, aus dem Unterdevon (418,1 bis 391,9 mya), die von Süßwasserablagerungen des paläozoischen Kontinents Euramerika (auch: Laurussia, „Old-Red-Kontinent“) bekannt ist.

## Merkmale

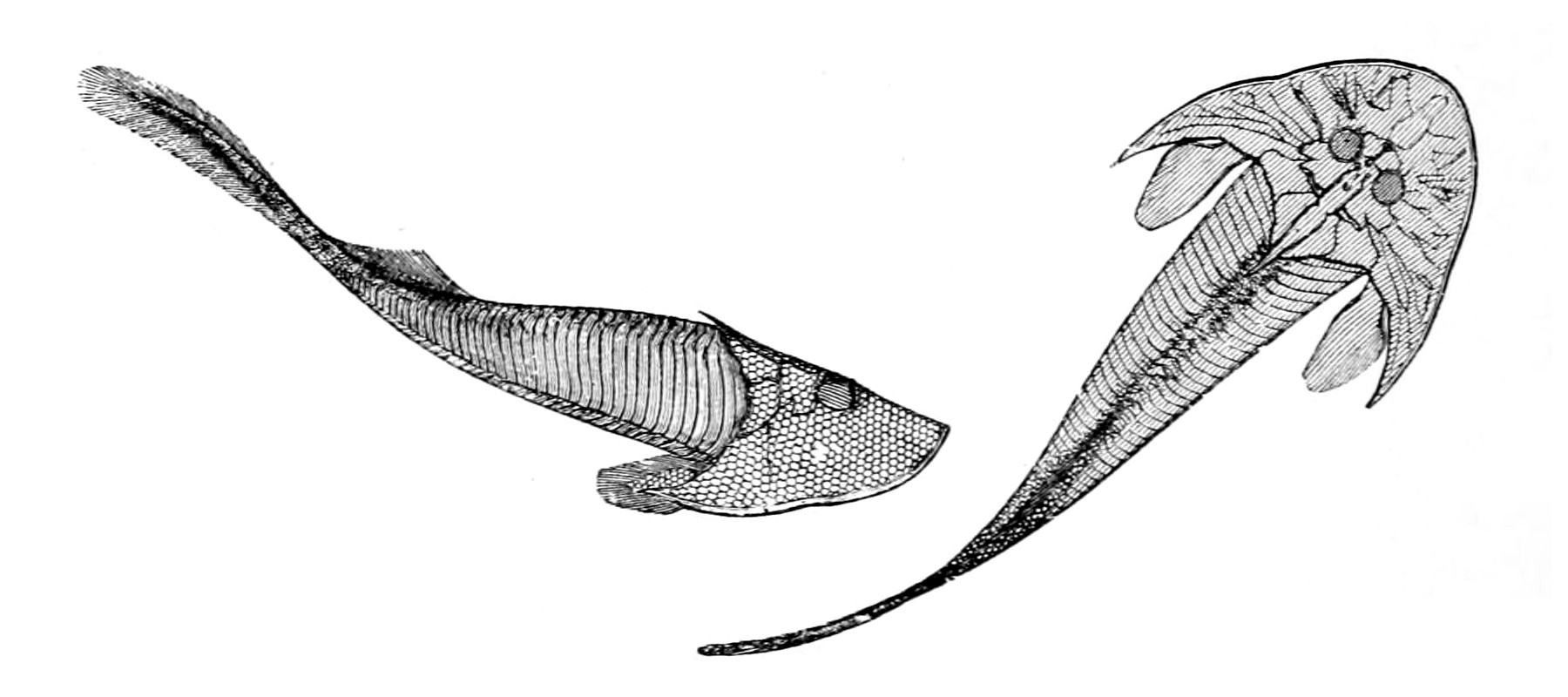
Lebendrekonstruktion

Dieser Fisch besaß einen großen, knochigen Kopfschild und einen nur leicht gepanzerten Hinterleib. Auf der Oberseite des Kopfschilds befinden sich sehr nah zusammen die beiden Augenöffnungen, eine weitere Öffnung zwischen den Augen beherbergte möglicherweise ein weiteres lichtempfindliches Organ. Etwas davor, auf der Mittellinie befand sich die schlüssellochförmige Nasen-Hypophysen-Öffnung. In Vertiefungen des Kopfschildes, eine tropfenförmige hinter der Nasen-Hypophysen-Öffnung und zwei bogenförmige am Rand des Kopfschildes, befanden sich beschuppte Felder, die ebenfalls der Sinneswahrnehmung dienen konnten. Möglicherweise reagierten sie auf Druckschwankungen im Wasser analog dem Seitenlinienorgan heutiger Fische oder konnten elektrische Felder wahrnehmen. In bogenförmigen Einbuchtungen am Hinterrand des Kopfschildes fanden sich zwei Brustflossen und außen je ein spitzer, nach hinten weisender Stachel. Auf der Unterseite der Kopfschildes befand sich vorn das Maul, dahinter eine breite, beschuppte Fläche. Die neun bis zehn Kiemen lagen an der Seite.

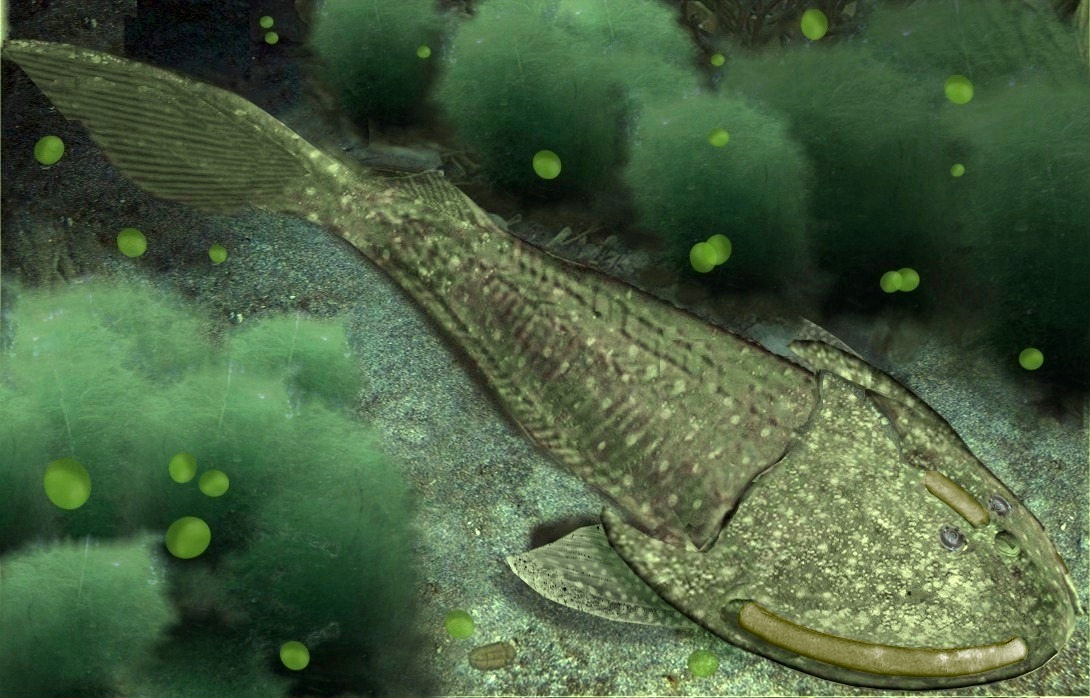
Lebendrekonstruktion

Im Innern des Kopfschildes konnte der schwedische Paläontologe Erik Stenisö das Gehirn, Nerven, die Augen, das Innenohr mit dem Gleichgewichtsorgan und Teile des Verdauungssystems identifizieren. Das Gehirn bestand, wie das heutiger Fische, aus Medulla, Pons und Telencephalon.

## Lebensweise
Fossilien von Cephalaspis wurden in Süßwasserablagerungen und in Sedimenten von Flussdeltas und küstennahen Seen gefunden. Die Fische lebten offensichtlich auf dem Gewässergrund und ernährten sich, den halbkreisförmigen Kopf hin und her bewegend, von Detritus. Der kräftige Hinterleib lässt vermuten, dass Cephalaspis auch längere Entfernungen im Freiwasser zurücklegen konnte. Auftrieb wurde durch die Form des Kopfschildes und die Brustflossen erzeugt.